# Битва під Магеровом

Ракоці Юрій II

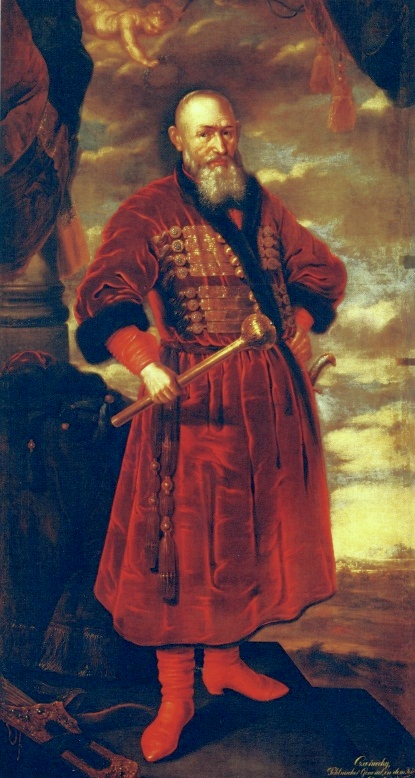
Стефан Чарнецький

Битва під Магеровом — битва часів війни Хмельницького. Відбулась 11 липня 1657 року. Коронне військо під проводом реґіментара Стефана Чарнецького перемогло об'єднану семигородсько-козацьку армію князя Дьордя II Ракоці.

## Семигородська інтервенція в Речі Посполитій
Наприкінці січня 1657 року з півдня на територію Речі Посполитої увійшла сильна семигородська армія під проводом князя Дьордя II Ракоці. У другій половині лютого армія Ракоці (25 000) об'єдналася з козацьким десятитисячним експедиційним корпусом Антона Ждановича, що його послав на підтримку семигородцям Богдан Хмельницький. У березні до Ракоці приєднався шведський гарнізон Кракова чисельністю 2500 солдатів під проводом генерала Пауля Віртца, а в квітні князь Дьордь II зустрівся з королем Швеції Карлом Х Густавом для спільної виправи на Берестя у травні 1657 року.
Річ Посполиту у цьому скрутному становищі врятувала Данія — традиційний суперник Швеції, що оголосила війну Швеції в червні 1657 року, скориставшись тим, що Карл Густав міцно зав'яз у війні з Річчю Посполитою.
Вищою точкою успіхів семигородців у польській виправі стало зайняття на чотири дні Варшави у червні 1657 року разом із шведським генералом Штенбоком. Але після того, як Штенбок за наказом короля Карла Густава 22 червня 1657 року вирушив до Данії, успіхам Дьордя II Ракоці настав край. Не бачачи більше шансів на перемогу, він вирішив вивести своє військо до Семигороду. На цей момент союзна армія налічувала 16 тисяч семигородців (разом з найманцями-волохами та молдованами) та 6 тисяч козаків.
Польський король Ян Казимир, не бажаючи давати можливість Дьордю II безкарно перетнути польський кордон, наказав гетьманові Чарнецькому, що переслідував шведів Штенбока, повернутися до Ченстохови, де до нього приєдналися підрозділи цісарської і литовської кінноти під проводом Олександра Полубинського, а також татари. Під проводом у Чарнецького тепер було до 10 000 війська. На нараді 7-8 липня 1657 року в Ланцуті було прийнято рішення про те, що Чарнецький розпочне відразу переслідувати Ракоці, тоді як корпуси Любомирського і Потоцького відітнуть семигородцям і козакам шлях до кордону з Семигородом.
Тим часом стосунки між Ракоці та Ждановичем, а також між вояками союзних сил погіршилися (Жданович нарікав, що «угорці» (тобто семигородці) вбили близько 300 козаків). Хмельницький, узнавши, що головні шведські сили тепер спрямовані на нового супротивника (Данію), та що Ракоці вирішив повернутися до Семигорода, наказав Ждановичу повертатися в Україну.

## Битва
Відразу ж по нараді Чарнецький вирушив за Ракоці та почав діяти проти семигородців і козаків у своєму типовому стилі іррегулярної війни. Його кіннота нападала на дрібні загони супротивника, нищила табори, шляхи та переправи.
11 липня Чарнецький наздогнав головні сили Ракоці під Магеровом, що на північ від Львова. Спершу авангард Чарнецького (200 чоловік кінноти) розбив табір семигородців, що йшов за військом без охорони, але коли поляки почали грабувати табір ворога, підійшов ар'єргард Ракоці та відбив поляків. Князь наказав усьому війську вишикуватися в лаву, щоб відбити натиск головних сил поляків, бо він побоювався, що до Чарнецького вже приєдналися Потоцький та Любомирський (чого ще насправді не було). Козаки на чолі з Антоном Ждановичем, не бажаючи воювати, втекли з поля бою.
Незабаром, одначе Чарнецький з основними силами вдарив прямо з похідного порядку на Ракоці. Його блискавична атака відіпхнула семигородців Ракоці до Жовкви, при тому було повністю знищено ар'єргард семигородсько-козацького війська. Воякам Чарнецького також дісталося майже 2000 возів зі здобиччю, награбованою в Польщі.

## Наслідки битви
Наступного дня армія Чарнецького нагнала супротивника під час переправи через багнисту річку Полтву, загнавши значну частину сил Ракоці у болото. В результаті цього багато семигородців потонуло у болотах. 16 липня 1657 року під Підгайцями Чарнецький зустрівся з корпусами Любомирського і Потоцького. Антін Жданович, зрозумівши, що наближується катастрофа, покинув свого семигородського союзника напризволяще та повернувся в Україну. Незабаром залишки війська Дьордя II Ракоці були змушені капітулювати під Чорним Островом.